# Храм Григория Богослова (Одесса)
Храм Святителя Григория Богослова и Мученицы Зои — православный храм Одесской епархии Украинской православной церкви Московского патриархата.

## История
В рамках подготовки к празднованию 100-летнего юбилея города мэр Григорий Григорьевич Маразли выступил с инициативой построить на собственные средства церковь для духовного развития учащихся нескольких учебных заведений Одессы. Место для храма было выбрано возле зоны порто-франко на Старопортофранковской улице. Его спроектировали между зданиями городского 6-ти классного мужского училища и 2-й женской гимназией
Проект храма подготовил архитектор С. А. Ландесман. Строительство обошлось меценату в 15 тысяч рублей. Закладка камня в основание нового храма состоялась 9 августа 1894 года, а его торжественное освящение было совершено 16 марта 1896 во имя святителя Григория Богослова и святой мученицы Зои (по именам родителей градоначальника — Григория Маразли). Чин освящения совершил епископ Елисоветградский Тихон в сослужении с архиепископом Херсонским и Одесским Иустином.
В 1930 году храм был закрыт большевиками. Однако, в период румынской оккупации Одессы ряд православных церквей вновь были открыты для верующих, в том числе и храм Григория Богослова и святой мученицы Зои. В мае 1961 года церковь была вновь закрыта, а её помещения были переданы под склад хлебокомбината.
14 марта 1991 году храм вновь возвращен УПЦ, после чего церковь перешла к УПЦ МП. 6 февраля 1994 митрополитом Одесским Агафангелом вновь освящен после ремонта. В 2002 году храм был расписан одесским иконописцем С. Бурдой.

## Описание храма

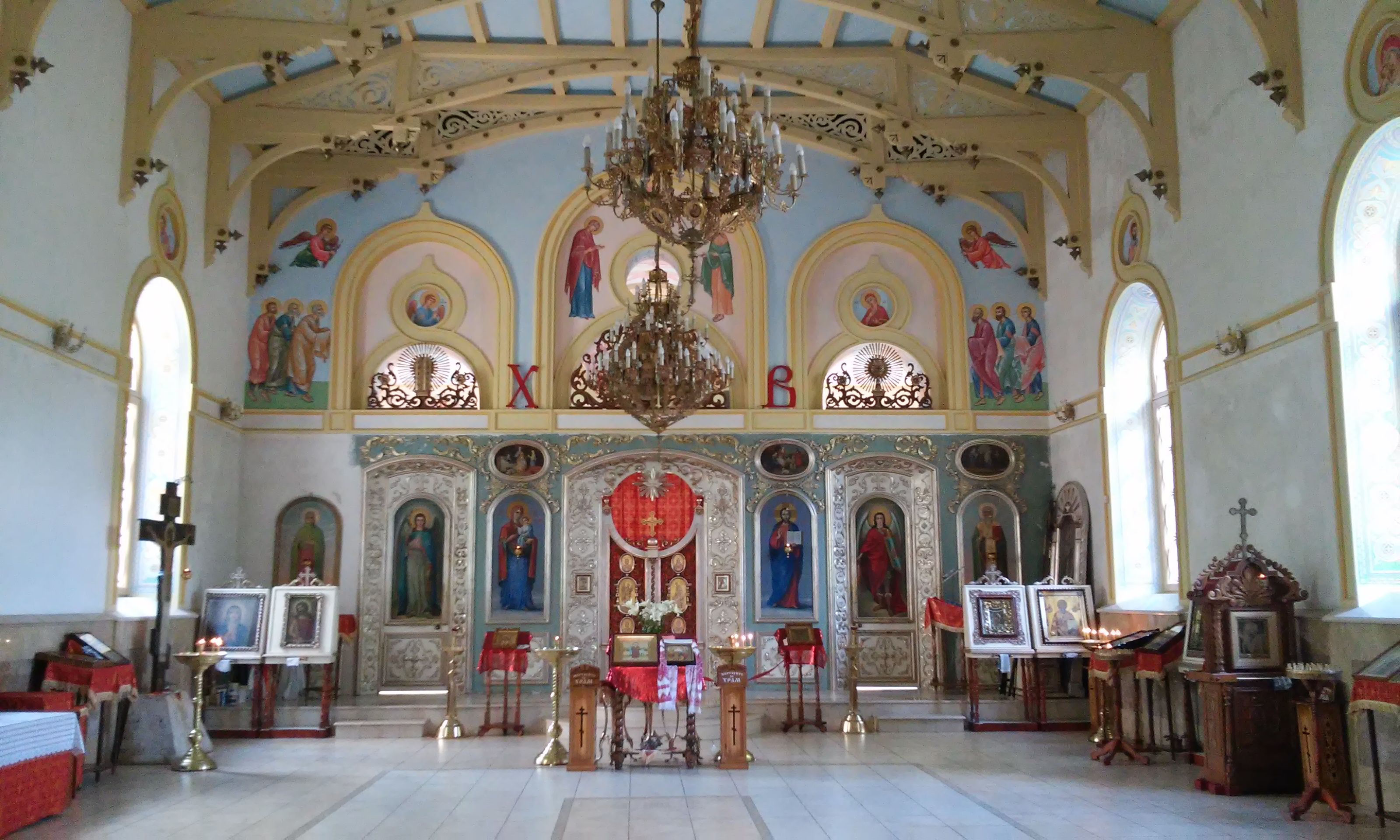
Интерьер

Храм имеет форму древней базилики с изящной колокольней и резным фасадом. Храм выполнял функцию домовой церкви для двух учебных заведений — женской гимназии и мужского училища, проход из которых в храм осуществлялся через боковые фасады. Уже на период завершения строительства в церкви было установлено центральное отопление.